# 雙溪拉雅群島
雙溪拉雅群島（印尼語：Sungai Raya Kepulauan）是印尼西加里曼丹省孟加影縣的一個鎮，位於該縣西南部，南連雙溪拉雅鎮、Capkala鎮，東接打拉鹿鎮，北與山口洋市的南山口洋區為界，西臨納土納海。

## 行政區劃
目前雙溪拉雅群島鎮轄有5個村：
1. 二渡港村
2. Desa Pulau Lemukutan
3. 沙壩港村
4. Desa Sungai Keran
5. 載下村